# Grzybówka trawiasta

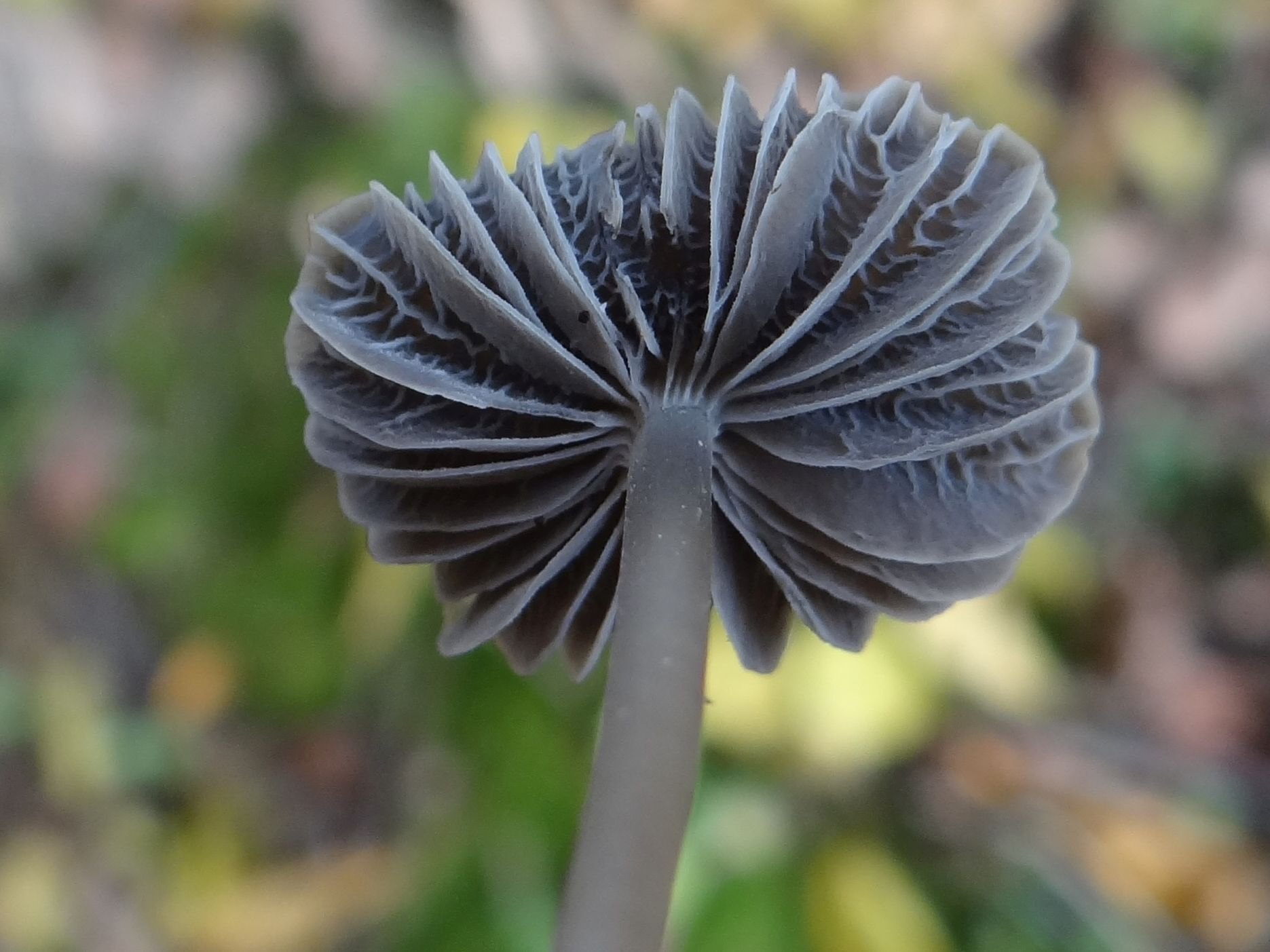

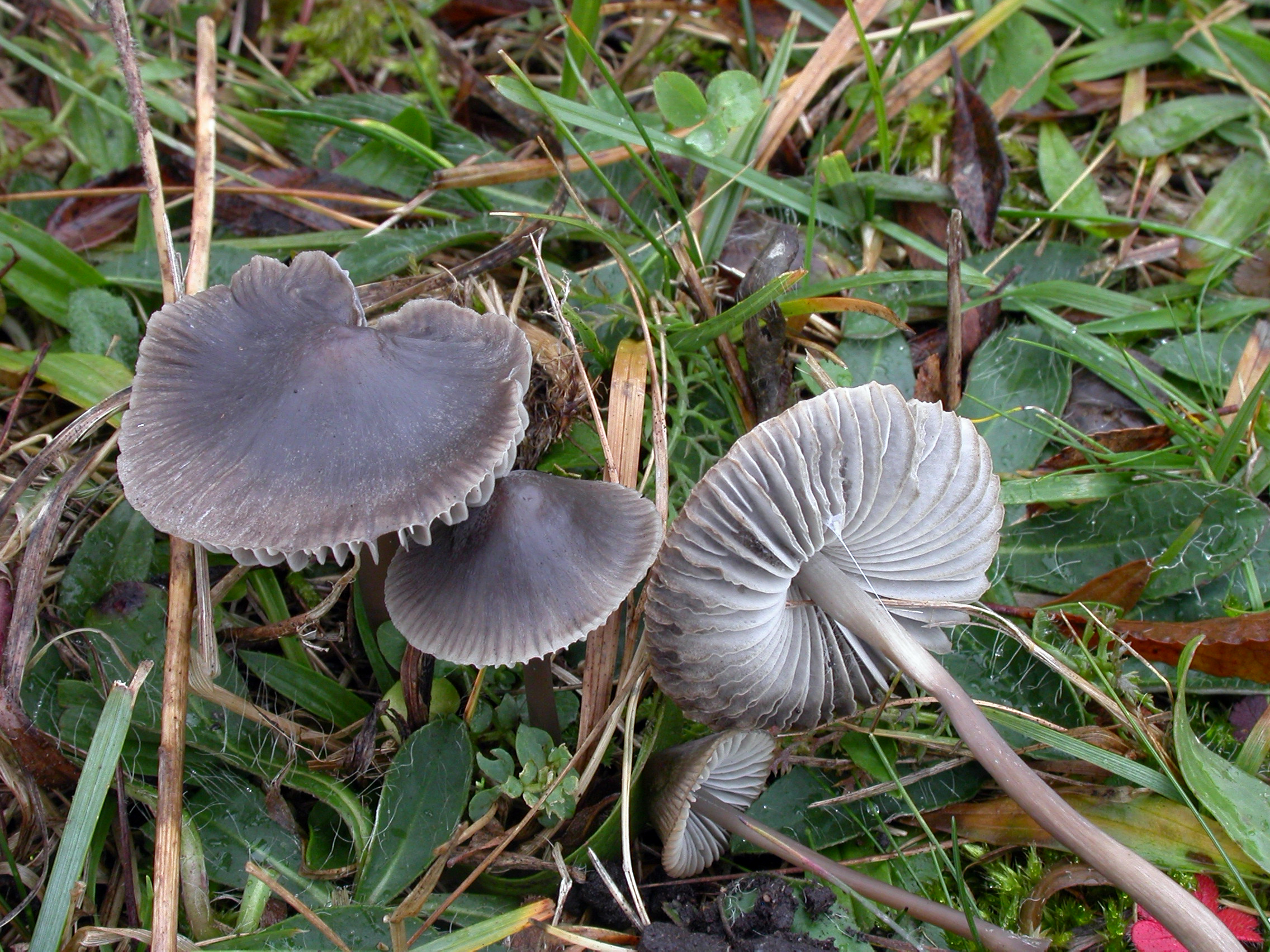

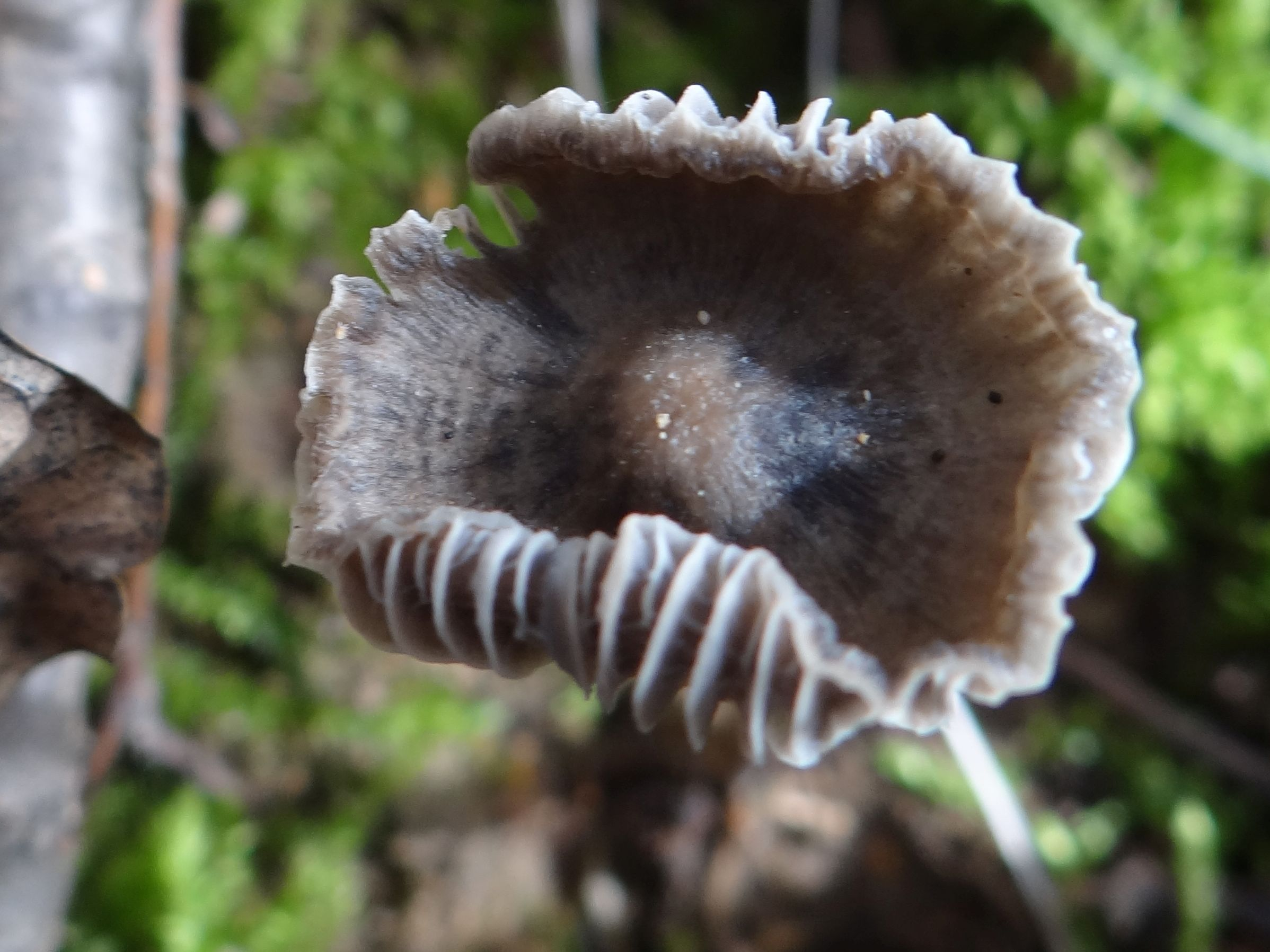

Grzybówka trawiasta (Mycena aetites (Fr.) Quél.) – gatunek grzybów z rodziny grzybówkowatych (Mycenaceae).

## Systematyka i nazewnictwo
Pozycja w klasyfikacji według Index Fungorum: Mycena, Mycenaceae, Agaricales, Agaricomycetidae, Agaricomycetes, Agaricomycotina, Basidiomycota, Fungi.
Po raz pierwszy takson ten opisał w 1838 r. Elias Fries nadając mu nazwę Agaricus aetitus. Obecną, uznaną przez Index Fungorum nazwę nadał mu w 1872 r. Lucien Quélet.
Synonimy naukowe:
- Agaricus aetites Fr. 1838
- Agaricus consimilis Cooke 1890
- Agaricus umbelliferus Schaeff. 1770
- Mycena aetites (Fr.) Quél. 1872 var. aetites
- Mycena cinerea Massee & Crossl. 1902
- Mycena consimilis (Cooke) Sacc. 1891
- Mycena umbellifera (Schaeff.) Quél. 1872[2].

Nazwę polską podała Maria Lisiewska w 1987 r.

## Morfologia
Kapelusz
Średnica 0,5–3 cm, wysokość 1–1,5 cm, kształt początkowo stożkowato-dzwonkowaty, potem płaski z niewielkim garbkiem. Brzeg prosty, czasami ząbkowany, wyraźnie żeberkowany. Powierzchnia gładka, matowa, w stanie wilgotnym lepka i błyszcząca. Barwa od beżowoszarej przez szarobrązową do stalowej. Brzeg jaśniejszy, garbek ciemniejszy.
Blaszki
Zatokowato wycięte, wąskie i dość rzadkie, elastyczne. Barwa od jasnoszarej do szarej.
Trzon
Wysokość3–6 cm, grubość 2–4 mm, kształt cylindryczny, wewnątrz pusty. Powierzchnia delikatnie omszona, podstawa zazwyczaj rozszerzona i pokryta gęstymi i odstającymi włoskami. Barwa trzonu od bladobeżowej do szarobeżowej (górą jaśniejsza).
Miąższ
Cienki, wodnisty i kruchy. Kolor szarawy, smak łagodny, nieco podobny do rzodkwi. Zapach stęchły lub podobny do amoniaku.
Cechy mikroskopowe
Zarodniki elipsoidalno-cylindryczne z dzióbkiem o powierzchni gładkiej, hialinowe i amyloidalne. W środku są ziarniste. Mają rozmiar 9–12 × 4–6 μm.

## Występowanie i siedlisko
Grzybówka trawiasta występuje głównie w Europie i jest tutaj szeroko rozprzestrzeniona – od Hiszpanii po Islandię i Półwysep Skandynawski. Północna granica zasięgu biegnie przez 69 stopień szerokości geograficznej. W Ameryce Północnej znane jest jej występowanie tylko w prowincji Kolumbia Brytyjska w Kanadzie. Na terenie Polski podano liczne stanowiska w piśmiennictwie naukowym, jest jednak niezbyt częsta.
Rośnie w lasach liściastych i iglastych, na leśnych polanach, w starych kamieniołomach, na łąkach, pastwiskach i ogrodach w ściółce. Owocniki wytwarza od maja do listopada.

## Gatunki podobne
Najbardziej podobna jest grzybówka wczesna (Mycena abramsii). Rośnie na resztkach drewna. Z jej naciętego trzonu wypływa wodnista ciecz, ale tylko u młodych owocników i nie dłużej niż kilka godzin po zerwaniu owocnika. Mikroskopowo odróżnia się większymi i bardziej wydłużonymi zarodnikami oraz cheiolocystydami, które mają wydłużonymi szyjki.